# Miguel Pro

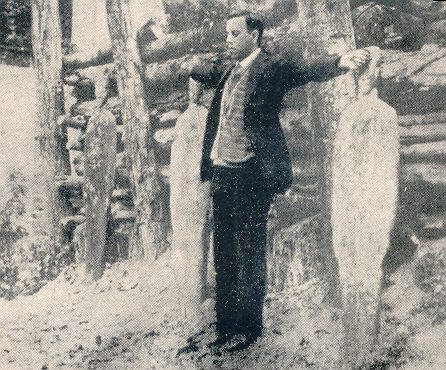
Miguel Pros avrättning.

José Ramón Miguel Agustín Pro Juárez, kallad Padre Pro, född 13 januari 1891 i Guadalupe, Zacatecas, Mexiko, död 23 november 1927 i Mexico City, var en mexikansk jesuitpräst och martyr. I samband med Cristero-upproret anklagades Pro på falska grunder för att ha förövat sabotage och för mordförsök på den tidigare presidenten Álvaro Obregón. På order av president Plutarco Elías Calles blev Miguel Pro, utan rättegång, avrättad genom arkebusering.

### Webbkällor
- Br. Dominic, M.I.C.M., Tert. (7 oktober 2004). ”Padre Pro, A Modern Martyr”. Catholicism.org. http://catholicism.org/padre-pro.html. Läst 9 oktober 2016.